# Mónica Ayos
María Mónica Ayos  (Buenos Aires; 19 de junio de 1972) es una actriz argentina.

## Carrera
Proveniente de familia de artistas, es hija de los bailarines estables de tango de las orquestas de Mariano Mores y Osvaldo Pugliese; Víctor Ayos y Mónica Crámer.
A los 11 años, dio sus primeros pasos como actriz en el ciclo de programas unitarios de televisión de Luisa Vehil Las 24 horas, con pequeñas participaciones y bailando tango junto a su padre con la orquesta del maestro Osvaldo Pugliese. [cita requerida]
Debutó como bailarina de tango también a los 11 años y más tarde formó parte del elenco infantil del unitario de "Narciso Ibañez Menta" "El Pulpo Negro" Años más tarde participó en "La familia Benvenuto" junto a Guillermo Francella y años después debutó en teatro de revistas de la mano de Nito Artaza y Miguel Ángel Cherutti en 1996 en la obra llamada "Nación Imposible".[cita requerida]
En 2000, se dedicó de lleno a la actuación en cine, teatro y televisión. [cita requerida]
Fue nominada en dos oportunidades como mejor actriz para los premios Martín Fierro, por su labor como mejor actriz en las telenovelas Amor en custodia y Sos mi vida; y como revelación en cine para el Premio Cóndor de Plata por la película de Sergio Renán, Tres de corazones, en la pantalla grande.
Desempeñó un personaje en Sos mi vida. [cita requerida]
Fue portada de varias ediciones argentinas de la revista Gente y Caras y en agosto de 2006 fue tapa de la revista Playboy, en sus ediciones de Argentina y México.
En el verano de 2007, fue protagonista en la obra teatral Doña Flor y sus dos maridos, en la ciudad de Mar del Plata. Junto a Claudio García Satur Dicha obra recibió siete nominaciones al Premio Estrella de Mar.
Luego interpretó a Eva Perón, dirigida por China Zorrilla junto a Leonor Benedetto en Eva y Victoria. [cita requerida]
En 2008, desempeñó el rol de "Sasha" en la obra teatral del dramaturgo José María Muscari En la cama. [cita requerida]
En cine protagonizó Tres de corazones dirigida por Sergio Renán. [cita requerida]
A comienzos de 2009, con la dirección de Adrián Caetano obtuvo una participación especial en el filme Francia.
A comienzos de 2010, con la dirección de Fredy Torres obtuvo una participación especial en el filme La Campana.
Formó parte de la temporada 2009 de Mujeres asesinas.
Ese mismo año se integró al elenco de Herencia de amor como actriz invitada, luego de haber participado en 20 capítulos en la ficción de Botineras. [cita requerida]
En 2011, viajó a México contratada por la cadena Televisa para interpretar a Leonela Montenegro, la villana en la versión de Cristal, Triunfo del amor.
En 2012, regresó a Argentina para protagonizar la miniserie Dos por una mentira y, unas semanas después, también para sumarse al elenco de la telenovela Dulce amor.
A fines de ese año comenzó a rodar el Film Madraza, de Hernán Aguilar. [cita requerida]
En 2013, se instaló en Miami y junto a David Chocarro y realizó la obra teatral Súper Tango Man, escrita por Carolina Laursen en el Micro Theater Miami.
En 2014, protagonizó varios capítulos del unitario de Televisa, Como dice el dicho en rol de villana.
Durante la temporada veraniega viajó a Argentina para protagonizar Una atracción fatal junto a Raúl Taibo y Marcelo Debellis en el Teatro Roxy en Mar Del Plata. [cita requerida]
En 2015, comenzó a grabar la telenovela Antes muerta que Lichita nuevamente para Televisa, en México.
En 2016 convocada nuevamente por la empresa Televisa, encarnó a las dos Dianas gemelas dentro de la telenovela Las amazonas por el canal de las estrellas, en antena hasta fines de agosto de 2016.
En 2018 es convocada por la plataforma Netflix para participar de la serie Puerta 7, estrenada en 2020, donde encarnó a Magui.
En 2019 viaja a Nápoles, Italia, para grabar una participación especial en la serie biográfica Maradona, sueño bendito para la plataforma Amazon Prime Video, estrenada en octubre de 2021. Allí interpretó a Amalia "Yuyito" González.
En 2018 viaja a República Dominicana, para grabar una participación especial en la película  En brazos de un asesino para Pantelion films, estrenada en diciembre de 2019. Allí interpretó a Samantha.
En 2020 comienza a grabar enCiudad de México, la serie  Cecilia para Paramount Plus, estrenada en diciembre de 2021. Allí interpretó a Mercedes Rosenfeld.
Actualmente Junio 2022 se encuentra grabando la segunda temporada de "Cecilia" para la misma plataforma de su estreno en 2021.

## Televisión
| Año       | Título                           | Papel                                         | Canal                  | Notas                                        |
| --------- | -------------------------------- | --------------------------------------------- | ---------------------- | -------------------------------------------- |
| 1995      | La familia Benvenuto             |                                               | Telefe                 |                                              |
| 1997      | Verdad consecuencia              |                                               | Canal 13               |                                              |
| 1999      | Muñeca Brava                     | Karina                                        | Telefe                 |                                              |
| 1999      | Imitaciones peligrosas           | Mónica                                        | América TV             |                                              |
| 1999      | Ritmo salsa y juegos             | Mónica                                        | América TV             |                                              |
| 2000      | Chabonas                         |                                               | América TV             |                                              |
| 2001      | Matrimonios y algo más           | Varios                                        | Azul TV                |                                              |
| 2002      | Una para todas                   |                                               | America TV             |                                              |
| 2002      | Franco Buenaventura, el profe    | Greta                                         | Telefe                 |                                              |
| 2002      | Tiempo final                     | Mara                                          | Telefe                 | Ep: "Día perverso"                           |
| 2003      | Costumbres argentinas            | Silvana Branco                                | Telefe                 |                                              |
| 2004      | De la cama al living             | Laura                                         | Canal 7                | Ep: "Tribulaciones de un hombre de cuarenta" |
| 2004      | Quinto mandamiento               | Amante de Ricardo                             | América TV             | Ep: "Uno en dos"                             |
| 2004-2005 | Panadería "Los Felipe"           | Gabriela "Gaby" Miñon                         | Telefe                 |                                              |
| 2005      | Historias de sexo de gente común | Agustina                                      | Telefe                 |                                              |
| 2005      | Amor en custodia                 | Isabella                                      | Telefe                 |                                              |
| 2006-2007 | Sos mi vida                      | Nilda "La Turca" Yadhur                       | Canal 13               |                                              |
| 2007      | Mujeres asesinas 3               | Claudia                                       | Canal 13               | Ep: "Perla, anfitriona"                      |
| 2008      | Por amor a vos                   | Beatriz "Betty"                               | Canal 13               |                                              |
| 2009-2010 | Botineras                        | Celeste                                       | Telefe                 |                                              |
| 2009-2010 | Herencia de amor                 | María Elena Cervero / María Angélica Cervero  | Telefe                 |                                              |
| 2011      | Triunfo del amor                 | Leonela Montenegro                            | Canal de las estrellas |                                              |
| 2011      | Volver al ruedo                  | Carla                                         | Canal 13               |                                              |
| 2012      | Dulce amor                       | Paula Paredes                                 | Telefe                 |                                              |
| 2013      | Dos por una mentira              | Clara                                         | Canal 10               |                                              |
| 2014      | Como dice el dicho               | Norma                                         | Canal de las estrellas | Ep: "Un mal pensamiento"                     |
| 2015-2016 | Antes muerta que Lichita         | Valeria Iribarren de De Toledo y Mondragón    | Canal de las estrellas |                                              |
| 2016      | Las amazonas                     | Diana Elisa Luna / Diana María Luna de Santos | Canal de las estrellas |                                              |
| 2018      | Pasado de Copas: Drunk History   | Eva Peron                                     | Telefe                 | Ep: "La historia del voto femenino"          |
| 2020      | Puerta 7                         | Magui Baldini                                 | Netflix                |                                              |
| 2021      | La desalmada                     | Viviana Santaolaya                            | Canal de las estrellas |                                              |
| 2021      | Maradona, sueño bendito          | Amalia "Yayita"                               | Amazon Prime Video     |                                              |
| 2021      | Cecilia                          | Mercedes Rosenfeld                            | Paramount              |                                              |
| 2023      | Vencer la culpa                  | Adela Rivera                                  | Las Estrellas          |                                              |

## Cine
| Año  | Título                                   | Personaje      | Notas        |
| ---- | ---------------------------------------- | -------------- | ------------ |
| 2002 | Mi suegra es un zombie                   | Virginia       |              |
| 2005 | El ultimo matrimonio                     | Esposa         | Mediometraje |
| 2007 | Tres de corazones                        | Dora           |              |
| 2009 | Francia                                  | Sandra         |              |
| 2010 | La campana                               | Laura (adulta) |              |
| 2017 | Madraza                                  | Viuda          |              |
| 2018 | En brazos de un asesino                  | Samantha       |              |
| 2023 | Juntos pero no revueltos                 | Silvina        |              |
| 2024 | El hombre que amaba los platos voladores | Mónica         |              |

## Teatro
- Nación Imposible (1996) Teatro Neptuno (Mar del Plata) - Teatro Broadway (Buenos Aires) - |Teatro Broadway]] (Bs As) -
- Ricos y Fogozos (1997) Teatro Provincial (Mar del Plata)
- Gansoleros (1999) Teatro Lido (Mar del Plata) - Teatro Metropolitan I
- Divertidísimo (2000) - Teatro Metropolitan 1
- Corona 2003 (2000) Teatro Lido (Mar del Plata)
- Movete Chupete Movete (2001) Teatro Bar - (Villa Carlos Paz)
- El Gran Bar de tu Hermana (2001) Teatro Astral
- Reíte País (2001) Teatro Lido (Mar del Plata) - Teatro Astral -
- Casi un Ángel  (2002-2003) Teatro Corrientes (Mar del Plata) - Gira Nacional
- Taxi 1 (2004 - 2006) Teatro Mar del Plata - Teatro Astral -
- Doña Flor y sus dos maridos (2006 - 2007) Teatro Mar del Plata
- Eva y Victoria (2008)teatro de la comedia -
- En la cama (2008 - 2009) Multiteatro - Teatro América (Mar del Plata)

## Premios y nominaciones
| Año  | Premiación              | Categoría                          | Trabajo nominado            | Resultado | Ref.   |
| ---- | ----------------------- | ---------------------------------- | --------------------------- | --------- | ------ |
| 2006 | Premios Martín Fierro   | Participación especial en ficción  | Amor en custodia            | Nominada  | [ 33 ] |
| 2007 | Premios Cóndor de Plata | Revelación femenina                | Tres de corazones           | Nominada  | [ 34 ] |
| 2007 | Premios Estrella de Mar | Mejor actriz principal             | Doña Flor y sus dos maridos | Nominada  | [ 8 ]  |
| 2007 | Premios Martín Fierro   | Mejor actriz de reparto en comedia | Sos mi vida                 | Nominada  | [ 35 ] |